# IEEE 1394
IEEE 1394 es un tipo de conexión para diversas plataformas, destinado a la entrada y salida de datos en serie a gran velocidad. Suele utilizarse para la interconexión de dispositivos digitales como cámaras digitales y videocámaras a computadoras. Existen cuatro versiones de 4, 6, 9 y 12 pines. En el mercado doméstico su popularidad ha disminuido entre los fabricantes de hardware, y se ha sustituido por la interfaz USB en sus versiones 2.0 y 3.0, o la interfaz Thunderbolt, aunque es ampliamente utilizado en automatización industrial, industria militar y para el entorno profesional. 

## Características
- Alcanza una velocidad de 400 megabits por segundo, manteniéndola de forma bastante estable.
- Flexibilidad de la conexión y la capacidad de conectar un máximo de 63 dispositivos.
- Acepta longitudes de cable de hasta 425 cm.
- Respuesta en el momento. FireWire puede garantizar una distribución de los datos en perfecta sincronía.
- Alimentación por el bus de hasta 25 VDC. Existe un tipo de puerto Firewire que no suministra alimentación, tan solo da servicio de comunicación de datos. Este puerto tiene solo 4 contactos, en lugar de los 6 que tiene un puerto Firewire alimentado.
- Conexiones de enchufar y listo, conocidas como plug & play.
- Conexión en caliente (permite conectar dispositivos con el PC encendido).

### FireWire 820 (IEEE 1394b-2000)
Publicado  en el 2000. Duplica aproximadamente la velocidad del FireWire 400, hasta 786,5 Mbit/s con tecnología semi-duplex, cubriendo distancias de hasta 100 metros por cable. Firewire 800 reduce los retrasos en la negociación, utilizando para ello 8b/10b (código que codifica 8 bits en 10 bits, que fue desarrollado por IBM y permite suficientes transiciones de reloj, la codificación de señales de control y detección de errores. El código 8b/10b es similar a 4B/5B de FDDI (que no fue adoptado debido al pobre equilibrio de corriente continua), que reduce la distorsión de señal y aumenta la velocidad de transferencia. Así, para usos que requieran la transferencia de grandes volúmenes de información, resulta muy superior al USB 2.0. Posee compatibilidad retroactiva con Firewire 400 utilizando cables híbridos que permiten la conexión en los conectores de Firewire400 de 6 pines y los conectores de Firewire800, dotados de 9 pines. En el 2003 Apple lanzó el primer dispositivo de uso comercial de Firewire800.

### FireWire s1600 y s3200 (IEEE 1394-2008)
Anunciados en diciembre de 2007, permiten un ancho de banda de 1,6 y 3,2 Gbit/s, cuadruplicando la velocidad del Firewire 800, a la vez que utilizan el mismo conector de 9 pines. Es ideal para su utilización en aplicaciones multimedia y almacenamiento, como videocámaras, discos duros y dispositivos ópticos. Su popularidad es escasa.

### FireWire s800T (IEEE 1394c-2006)
Anunciado en junio de 2007. Aporta mejoras técnicas que permiten el uso de la interfaz con puertos RJ-45 sobre cable CAT 5, combinando así las ventajas de Ethernet con Firewire800.

## Características generales
- Soporta la conexión de hasta 63 dispositivos con cables de una longitud máxima de 425 cm con topología en árbol.
- Compatible con plug & play.
- Compatible con comunicación peer-to-peer que permite el enlace entre dispositivos sin necesidad de usar la memoria del sistema o el microprocesador.
- Compatible con conexión en caliente.
- Todos los dispositivos IEEE 1394 son identificados por un identificador IEEE EUI-64 exclusivo (una extensión de las direcciones MAC Ethernet).
- Es un medio de transmisión isócrono, es decir, se ideó para transmitir datos en tiempo real de un punto a otro. Esto es fundamental en aplicaciones que lo que necesitan es mantener una supervisión constante (por ejemplo, videovigilancia, donde nos importa más el poder mantener vigilada una zona que el hecho de que se nos pueda ir momentáneamente la imagen).

## Comparativa de velocidades
Conexiones de dispositivos externos
- Firewire 400: 50 MB/s
- Firewire 800: 100 MB/s
- Firewire s1600: 200 MB/s
- Firewire s3200: 400 MB/s
- USB 1.0: 0,19 MB/s
- USB 1.1: 1,5 MB/s
- USB 2.0: 60 MB/s

Conexiones de dispositivos externos de Alta Velocidad
- USB 3.0: 600 MB/s[1]
- USB 3.1: 1225 MB/s
- Thunderbolt 1: 1200 MB/s[2]
- Thunderbolt 2: 2400 MB/s
- Thunderbolt 3: 4800 MB/s

Conexiones para tarjetas de expansión
- PCI Express 1.x (x1): 250 MB/s
- PCI Express 2.0 (x1): 500 MB/s
- PCI Express 3.0 (x1): 1000 MB/s
- PCI Express 1.x (x8): 2000 MB/s
- PCI Express 2 (x8): 4000 MB/s
- PCI Express 3 (x8): 8000 MB/s
- PCI Express 1.x (x16): 4000 MB/s
- PCI Express 2 (x16): 8000 MB/s
- PCI Express 3 (x16): 16000 MB/s

Conexiones de almacenamiento interno
- ATA: 100 MB/s (UltraDMA 5)
- PATA: 133 MB/s (UltraDMA 6)
- SATA I: 150 MB/s
- SATA II: 300 MB/s
- SATA III: 600 MB/s
- SATA 3.2: 2000 MB/s

## Aplicaciones

### Edición de vídeo digital
La edición de vídeo digital con IEEE 1394 ha permitido la incorporación de FireWire en cámaras de vídeo de bajo costo y elevada calidad lo cual permite la creación de vídeo profesional en las plataformas Macintosh y PC. La interfaz IEEE 1394 permite la captura de vídeo directamente de cámaras de vídeo digital con puertos FireWire incorporados y de sistemas analógicos mediante conversores de audio y vídeo.